# Абдульманов Рим Салім'янович
 Абдульманов Рим Салім'янович (нар.. 7 вересня 1956) — башкирський артист балету. Народний артист Республіки Башкартостан (1989). Доцент ВЕДУ, професор Башкирського педагогічного університету.

## Біографія
Абдульманов Рим Салім'янович народився 7 вересня 1956 року на хуторі Велика Ібрагимівка Гафурійського району Башкирської АРСР (нині х. Ібрагімове Гафурійського району Республіки Башкортостан).
Закінчив Російську Академію театрального мистецтва в 1996 році (педагоги Є. П. Валукін, Л. М. Таланкіна).
Працював з 1973 року солістом, педагогом репетитором (з 1989 року)  Ансамблю народного танцю імені  Ф. Гаскарова.
Сім'я: дружина, Заслужена артистка Республіки Башкортостан Гузелія Абдульманова, з 1993 року працює в Башкирському державному театрі опери та балету директором балетної трупи.
Дочка Абдульманова, Флюра — солістка ансамблю імені Файзі Гаскарова.

## Творчість
Рим Салім'янович — виконавець сольних танців і партій у танцях «Азамат», «Гульназира», «Еҙ үксә» («Мідний каблук»), «Салауат» («Салават»), «Төньяҡ амурҙары» («Північні амури»), «Һунарсы» («Мисливець»; див."Перовський").

## Нагороди та звання
Заслужений артист Республіки Башкортостан (1983 р.)
Народний артист Республіки Башкортостан (1989 р.)
Заслужений артист Російської Федерації (1998 р.)